# Terrace Mountain (Wyoming)
Der Terrace Mountain ist ein Berg im nordwestlichen Teil des Yellowstone-Nationalparks im US-Bundesstaat Wyoming. Sein Gipfel hat eine Höhe von 2439 m und ist Teil der Gallatin-Range in den Rocky Mountains. Der Berg liegt 3,5 km südöstlich des Ortes Mammoth Hot Springs und bildet die nördliche Flanke des Kingman Passes.
Der Terrace Mountain wurde 1878 vom Hayden Geological Survey wegen seiner Nähe zu den Sinterterrassen bei Mammoth Hot Springs benannt. Der Berg wurde auch Soda Mountain und White Mountain genannt.

## Belege
1. ↑  Geonames: Terrace Mountain. Abgerufen am 31. Dezember 2020.
2. ↑  Whittlesey, Lee (1996): Yellowstone Place Names. Hrsg.: Wonderland Publishing Company. Gardiner, MT, ISBN 1-59971-716-6.